# Cantone di Pampelonne
Il Cantone di Pampelonne era una divisione amministrativa dell'arrondissement di Albi.
È stato soppresso a seguito della riforma complessiva dei cantoni del 2014, che è entrata in vigore con le elezioni dipartimentali del 2015.
Comprendeva i comuni di:
- Almayrac
- Jouqueviel
- Mirandol-Bourgnounac
- Montauriol
- Moularès
- Pampelonne
- Sainte-Gemme
- Tanus
- Tréban